# Medaillenspiegel der Olympischen Zwischenspiele 1906
Diese Tabelle zeigt den Medaillenspiegel der Olympischen Zwischenspiele 1906 in Athen, die vom IOC offiziell nicht als Olympische Spiele anerkannt werden. Die Platzierungen sind nach der Anzahl der gewonnenen Goldmedaillen sortiert, gefolgt von der Anzahl der Silber- und Bronzemedaillen (lexikographische Ordnung). Weisen zwei oder mehr Länder eine identische Medaillenbilanz auf, werden sie alphabetisch geordnet auf dem gleichen Rang geführt. 
Das Osmanische Reich (heutige Türkei) hatte offiziell keine Teilnehmer zu den Spielen in Athen entsendet. Die hier aufgeführten Medaillen wurden von zwei Fußballmannschaften erzielt, die für die Städte Smyrna und Saloniki antraten, die politisch seinerzeit zum Osmanischen Reich gehörten. Die Mannschaft aus Smyrna bestand aus ortsansässigen Franzosen, Engländern und einem Armenier. Die Mannschaft aus Saloniki bestand komplett aus Spielern des dort ansässigen Vereins Omilos Filonuson, dessen Spieler allesamt Griechen waren.

## Medaillenspiegel
| Platz | Mannschaft           | Gold | Silber | Bronze | Gesamt |
| ----- | -------------------- | ---- | ------ | ------ | ------ |
| 01    | Frankreich           | 15   | 9      | 16     | 40     |
| 02    | Vereinigte Staaten   | 12   | 6      | 6      | 24     |
| 03    | Griechenland         | 8    | 13     | 13     | 34     |
| 04    | Großbritannien       | 8    | 11     | 5      | 24     |
| 05    | Königreich Italien   | 7    | 6      | 3      | 16     |
| 06    | Deutsches Reich      | 4    | 6      | 5      | 15     |
| 07    | Schweiz              | 4    | 3      | 1      | 8      |
| 08    | Österreich           | 3    | 3      | 3      | 9      |
| 09    | Dänemark             | 3    | 2      | 1      | 6      |
| 10    | Schweden             | 2    | 5      | 7      | 14     |
| 11    | Ungarn               | 2    | 5      | 3      | 10     |
| 12    | Belgien              | 2    | 1      | 3      | 6      |
| 13    | Finnland             | 2    | 1      | 1      | 4      |
| 14    | Norwegen             | 1    | 1      | —      | 2      |
| 0     | Kanada               | 1    | 1      | —      | 2      |
| 16    | Niederlande          | —    | 1      | 2      | 3      |
| 17    | Osmanisches Reich    | —    | 1      | 1      | 2      |
| 18    | Gemischte Mannschaft | —    | 1      | —      | 1      |
| 19    | Australien           | —    | —      | 3      | 3      |
| 20    | Böhmen               | —    | —      | 2      | 2      |
|       | Gesamt               | 74   | 76     | 75     | 225    |

Zurück zu den Olympischen Zwischenspielen 1906